# Reggie Nelson
Reggie Lee Nelson (Melbourne, 21 settembre 1983) è un giocatore di football americano statunitense che milita nel ruolo di cornerback per gli Oakland Raiders della National Football League. Fu scelto dai Jacksonville Jaguars nel corso del primo giro (21º assoluto) del Draft NFL 2007. Al college giocò a football a Florida

## Carriera

### Jacksonville Jaguars
Al college, Nelson giocò con i Florida Gators, vincendo il campionato NCAA e venendo premiato come All-American. Fu scelto dai Jacksonville Jaguars come 27º assoluto nel Draft 2007. Con la partenza della free safety Deon Grant come free agent e la strong safety Donovin Darius che fu svincolata, Nelson guidò i Jaguars con sette tackle nel debutto stagionale contro i Tennessee Titans alla prima gara in carriera. Mise inoltre a segno un sack sul quarterback Vince Young che forzò un fumble. La sua stagione da rookie si concluse con 63 tackle e 5 intercetti.

### Cincinnati Bengals
Il 4 settembre 2010, Nelson fu scambiato coi Cincinnati Bengals per il cornerback David Jones.  Nella stagione 2011, Nelson guidò la sua squadra con quattro intercetti. Si classificò inoltre terzo in tackle (102) e secondo in fumble forzati (due), incluso uno che l'ex compagno ai Gators Carlos Dunlap ritornò in touchdown contro gli Indianapolis Colts. Nelson ritornò il suo primo intercetto della stagione 2011 per 75 yard in touchdown contro i Seattle Seahawks, il quinto ritorno più lungo della storia dei Bengals.
Dopo la stagione 2011, Nelson divenne free agent ma il 18 marzo 2012 rifirmò con Cincinnati.
Dopo un intercetto nella prima giornata della stagione 2015 su Derek Carr degli Oakland Raiders, Nelson ne fece registrare almeno uno per cinque gare consecutive tra la settimana 10 e la settimana 14, l'ultimo dei quali fu il trentesimo della carriera. La sua stagione si chiuse guidando la NFL in intercetti (8, alla pari di Marcus Peters), venendo convocato per il primo Pro Bowl in carriera ed inserito nel Second-team All-Pro.

### Oakland Raiders
Il 6 aprile 2016, Nelson firmò un contratto biennale con gli Oakland Raiders. A fine stagione fu convocato per il secondo Pro Bowl in carriera.

## Palmarès
- Convocazioni al Pro Bowl: 2

2015, 2016
- Second-team All-Pro: 1

2015
- Leader della NFL in intercetti: 1

2015
- PFWA All-Rookie Team - 2007

## Statistiche
| Tackle totali  | 632 |
| Sack           | 6,5 |
| Intercetti     | 30  |
| Fumble forzati | 8   |